# Miocen
| System                                 | Oddział    | Piętro   | Wiek (mln lat) |
| -------------------------------------- | ---------- | -------- | -------------- |
| Czwartorzęd                            | Plejstocen | Gelas    | młodsze        |
| Neogen                                 | Pliocen    | Piacent  | 2,58–3,6       |
| Neogen                                 | Pliocen    | Zankl    | 3,6–5,333      |
| Neogen                                 | Miocen     | Messyn   | 5,333–7,246    |
| Neogen                                 | Miocen     | Torton   | 7,246–11,63    |
| Neogen                                 | Miocen     | Serrawal | 11,63–13,82    |
| Neogen                                 | Miocen     | Lang     | 13,82–15,97    |
| Neogen                                 | Miocen     | Burdygał | 15,97–20,44    |
| Neogen                                 | Miocen     | Akwitan  | 20,44–23,03    |
| Paleogen                               | Oligocen   | Szat     | starsze        |
| Podział neogenu według IUGS, luty 2022 |            |          |                |

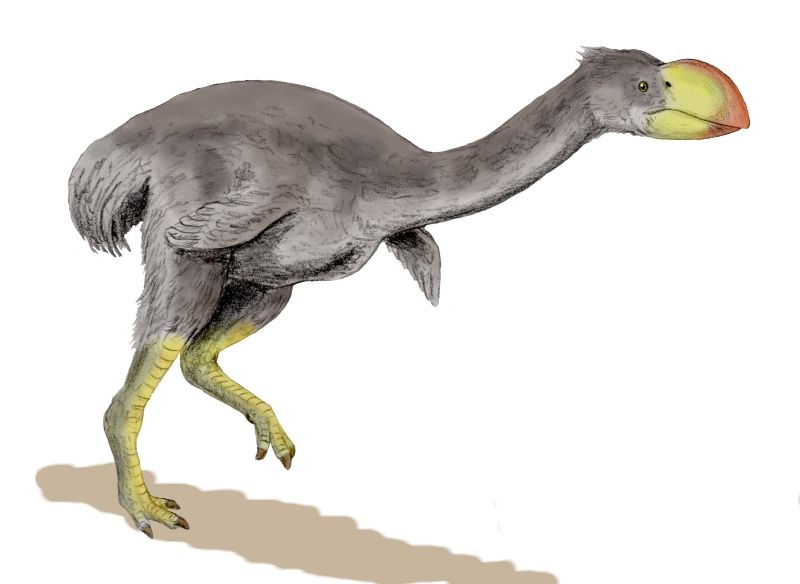
Dromornis stirtoni, przykład fauny późnego miocenu

Miocen (z gr. μείων ‘mniej’ i καινός ‘nowy’) – najstarsza epoka neogenu. Czas przemian geologicznych skorupy ziemskiej. Wypiętrzenie nowych łańcuchów górskich zmieniło cyrkulację powietrza i wód. Trwał od 23,03 mln do 5,333 mln lat temu.
Miocen dzieli się na:
- messyn – 7,246 – 5,333 milionów lat temu;
- torton – 11,63 – 7,246;
- serrawal – 13,82 – 11,63;
- lang – 15,97 – 13,82;
- burdygał – 20,44 – 15,97;
- akwitan – 23,03 – 20,44.

W Polsce (szczególnie w odniesieniu do Karpat i zapadliska przedkarpackiego stosowano również inny podział, gdzie wyróżnia się piętra egger (częściowo należące jeszcze do oligocenu), eggenburg, ottnang, karpat, baden, sarmat, pannon i pont.

## Geologia
W miocenie Afryka zderzyła się z Europą, wypiętrzając Alpy, a Indie z Azją, wypiętrzając Himalaje. Kolejne zderzenia płyt kontynentalnych doprowadziły do wypiętrzenia Gór Skalistych i Andów. Antarktydę pokrył lądolód. Wiązało się to z zamykaniem Oceanu Tetydy, które utworzyło połączenie lądowe między Afryką i Eurazją; pozostałością jest m.in. Morze Śródziemne. Skurczyły się morza śródlądowe. W oceanach wytworzył się nowy układ prądów morskich.

### Miocen w Polsce
Na ziemiach polskich (pozakarpackich) następowała sedymentacja jeziorna i bagienna w licznych rowach i zapadliskach. Osadziły się piaski, mułki, iły, żwiry, węgle brunatne. Węgiel brunatny w złożu Bełchatów powstał z osadów starszego miocenu. Powstały Karpaty Zewnętrzne ze sfałdowanych osadów fliszowych zanikającego morza Paratetydy. Powstały złoża soli, w tym w Wieliczce oraz Bochni, i gipsów w suchszym środkowym miocenie (badenie) ok. 14 mln lat temu. Na Śląsku, od Góry Świętej Anny do granicy z Niemcami i Czechami, powstało około 200 wystąpień bazaltów (środkowoeuropejska prowincja bazaltowa). Nieliczne znajdują się w Beskidach – w dolinie Grajcarka. Zostały również stwierdzone wierceniami w północno-wschodniej Polsce.

## Flora
Początek miocenu był najcieplejszym okresem w ciągu 35 mln lat. Od połowy miocenu klimat zaczął się ochładzać. Wraz z ochłodzeniem klimatu postępowało stepowienie dużych obszarów. Wobec kurczenia obszarów leśnych nowego znaczenia nabrały trawy, które są roślinami odpornymi na warunki klimatyczne, a do rozmnażania nie potrzebują owadów. Trawiasta równina dostarczała pożywienia przeżuwaczom.

## Fauna
Ssaki wędrowały poprzez nowo utworzone mosty lądowe. Ewolucja kotów szablozębych. W Australii trwała niezależna ewolucja torbaczy i stekowców. W Europie i Azji pojawiły się prymitywne jelenie i żyrafy, słonie i małpy człekokształtne (szczątki ramapiteka sprzed 14 mln lat). Do Afryki dotarły króliki, koty i świnie. W morzu żył największy rekin wszech czasów: Carcharodon megalodon, o długości prawdopodobnie zbliżonej do 20 metrów. Zwiększenie zasobów pokarmowych morza spowodowało powrót niektórych ssaków do morza. Wyewoluowały pierwsze fokowate. W Ameryce Północnej pojawiły się niedźwiedzie i mastodonty. W późnym miocenie umocniła się dominacja trawożerców. Zaczynały wymierać niektóre gatunki drapieżców. Nastąpiła gwałtowna radiacja hien. Do Australii dotarły (prawdopodobnie przez Malaje) gryzonie. W Ameryce Południowej pojawiły się szopy, a małe odmiany leniwców naziemnych przeszły do Ameryki Północnej.

### Przegląd nowości ewolucyjnych
- U przeżuwaczy doszło do udoskonalenia żołądka; mioceńskie stepy były środowiskiem dla nich sprzyjającym;
- Dynamiczna ewolucja trąbowców: Platybelodon, Deinotherium.
- Ewolucja koniowatych, zwiększenie wielkości i przystosowanie do biomu stepowego: Merychippus, Pliohippus.
- Pojawiły się papugi, pelikany, gołębie, kruki i sokoły.
- Dynamiczny rozwój gryzoni.
- Pojawienie się pliopiteków (naczelne): rodzaje  Pliopithecus(inne języki) i prokonsul.
- Pojawiły się pierwsze foki, nastąpiła ewolucja waleni.